# Bradavičtí studenti
Toto je seznam postav studentů z řady knih o Harrym Potterovi, kteří jsou v knihách výslovně zmíněni a navštěvovali Školu čar a kouzel v Bradavicích ve stejné době, kdy ji navštěvoval Harry Potter.

## Nebelvír

### Katie Bellová
Katie Bellová je o rok starší než Harry, a o rok mladší než její dvě nejlepší kamarádky – Alice Spinnetová a Angelina Johnsonová. Od začátku hraje v nebelvírském famfrpálovém týmu jako střelkyně. V pátém díle navštěvuje Brumbálovu armádu. V šestém díle odmítá, aby ji Harry vzal do týmu automaticky, a jako všichni ostatní se účastní konkurzu. Do týmu se opět dostane na své místo střelkyně spolu s nováčky Demelzou Robinsovou a Ginny Weasleyovou. Později ji ale Draco Malfoy přes madam Rosmertu, kterou ovládá kletbou Imperius, využije k poslání nebezpečného náhrdelníku Brumbálovi. Katie se ho ale omylem dotkne, než ho doručí řediteli a kvůli tomu stráví dlouhou dobu u svatého Munga. Na její místo v týmu tak nastoupí Dean Thomas. Ve finálovém zápase proti Havraspáru opět nastoupí a Nebelvír vyhraje. V sedmém díle přijde na pomoc v bitvě o Bradavice.

### Levandule Brownová
Levandule Brownová navštěvuje v Bradavicích stejný ročník jako Harry. Byla první dívkou Rona Weasleyho, je nejlepší kamarádkou Parvati Patilové, se kterou navštěvují stejné hodiny. Jejím nejoblíbenějším předmětem je jasnovidectví. Levandule nejdřív věří ministerstvu v očerňování Harryho, ale později navštěvuje hodiny Brumbálovy armády. Ron s ní chodil pouze, aby naštval Hermionu, a později nevěděl, jak se s ní rozejít. Nakonec se s ní rozejde na ošetřovně ve škole čar a kouzel v Bradavicích, přitom to neudělá vědomě. Je totiž začarován do kouzelného spánku, protože ho otrávila medovina a mluví ze spaní. Takto je to uvedeno ve filmu. Podle knihy se rozejdou poté, co Ron, Hermiona a Harry, který má ovšem na sobě neviditelný plášť, opouští ložnici, kde se domlouvali na plánu, jak získat od Křiklana vzpomínku. Levandule tedy uvidí pouze Rona a Hermionu a poté se rozejdou.
V sedmém ročníku se zúčastní Závěrečné bitvy o Bradavice. Při ošetřování studentů ve Velké síni je na nosítkách oplakávána svou kamarádkou Parvati Patilovou a její oblíbenou profesorkou – Trelawneyovou. Ve filmu Levanduli zabil Smrtijed (v knize Levandule stále jeví známky života) – vlkodlak Fenrir Šedohřbet. Šedohřbeta od Levandulina těla odhodí (nejspíš omračovacím kouzlem) Hermiona, čímž dojde k symbolickému smíření těchto dvou sokyň. Následně přistane Šedohřbetovi na hlavě věštecká koule profesorky Trelawneyové.

### Colin Creevey
Colin Creevey (1981–1998) je fanoušek Harryho Pottera. Poprvé se objevuje v knize Harry Potter a Tajemná komnata, kde Harryho neustále fotí. Toho si všimne Zlatoslav Lockhart, který si tak myslí, že Harry touží po slávě a dává mu neustále rady. Colin se stane baziliškovou obětí a zkamení. V knize Harry Potter a Ohnivý pohár do školy nastoupí jeho bratr Dennis, se kterým se mj. snaží změnit odznaky „Podporujte Cedrica Diggoryho/Potter je hnusák“ na „Podporujte Harryho Pottera“ a docílili pouze toho, že se tam objevovalo již pouze „Potter je opravdu hnusák“. Ve Fénixově řádu se přidá k Harryho klubu obrany proti černé magii (Brumbálova armáda, zkráceně BA). V knize Harry Potter a princ dvojí krve skládá zkoušky NKÚ. V knize Harry Potter a relikvie smrti umírá, Harry pod neviditelným pláštěm zahlédne, jak Colinovo mrtvé tělo přinášejí Neville s Oliverem Woodem.

### Seamus Finnigan
Seamus Finnigan navštěvuje v Bradavicích stejný ročník jako Harry. Je popisován jako chlapec s pískově žlutými vlasy, je nejlepší přítel Deana Thomase. Jeho matka je čarodějka a jeho otec mudla, který se o pravé identitě své manželky dozvěděl až po svatbě, podle Seamusových slov ho to dost vzalo. V pátém díle uvěřil ministerské kampani proti Harrymu, ale později, když Harrymu uvěřil po jeho rozhovoru v Jinotaji, začal navštěvovat Brumbálovu armádu a Harrymu se omluvil. V šestém díle se pohádá se svou matkou, když ho chce odvézt z Bradavic před Brumbálovým pohřbem. V sedmém díle je jedním z aktivních členů Brumbálovy armády a je kvůli tomu také postižen – jeho obličej byl znetvořen tak, že Harry, když ho viděl, ho poznal až po hlase.

### Angelina Johnsonová
Angelina Johnsonová se poprvé objevuje už v prvním dílu. Je střelkyní v nebelvírském famfrpálovém týmu. Je o dva roky starší než Harry a ve svém sedmém ročníku se stala kapitánkou famfrpálovému týmu a také členkou Brumbálovy armády. Na plese ve čtvrtém díle tancovala se svým dobrým přítelem Fredem Weasleym.
Je vdaná za George Weasleyho a mají dvě děti: Freda Weasleyho a Roxanne Weasleyovou.
Je velmi snědá a má černé vlasy. Je přátelská, milá, ale i trochu šílená, což dává najevo svými nápady. Mimo to jí ovšem nechybí odvaha a touha po dobrodružství.
Ve filmech ji hrála nejprve Danielle Tabor a od čtvrtého dílu Tiana Benjamin.
| Kapitánka famfrpálového nebelvírského týmu | Kapitánka famfrpálového nebelvírského týmu | Kapitánka famfrpálového nebelvírského týmu |
| ------------------------------------------ | ------------------------------------------ | ------------------------------------------ |
| Předchůdce: Oliver Wood                    | 1995–1996 Angelina Johnsonová              | Nástupce: Harry Potter                     |

### Lee Jordan
Lee Jordan je stejně starý jako Weasleyova dvojčata, jichž je nejlepším přítelem. Během prvních čtyř let Harryho studia je komentátorem famfrpálových zápasů, jeho komentář je občas ovlivněn příslušností k Nebelvíru. Nezapomene v každém zápase poznamenat, že je Angelina Johnsonová přitažlivá dívka, která si jej ovšem nechce pustit k tělu. V jeho sedmém ročníku navštěvuje Brumbálovu armádu a pomáhá dvojčatům s testováním jejich výrobků. Po jejich odchodu z Bradavic se zdá být skleslý, ale pokračuje v odporu proti Umbridgeové. V sedmém díle se účastní vysílání ilegální rozhlasové stanice Potterova hodinka a účastní se bitvy o Bradavice.

### Cormac McLaggen
Cormac McLaggen je o rok starší než Harry. S Harrym se seznámil na cestě do Bradavic v šestém díle na návštěvě u profesora Křiklana. Později měl zájem o místo brankáře v nebelvírském famfrpálovém týmu, do kterého se nedostal, protože proti němu Hermiona použila matoucí kouzlo, aby pozici dostal Ron. Kvůli Ronově otravě ale Cormac v zápase proti Mrzimoru hraje, snaží se ale neustále Harrymu radit, jak má vést tým, a když ukazuje na jednom z odrážečů, jak by podle něj měl hrát, zraní Harryho a Nebelvír kvůli tomu prohraje. Když je Hermiona naštvaná na Rona, protože chodí s Levandulí Brownovou, jde s ním na Křiklanův večírek. Cormac ale nemluví o ničem jiném než o sobě, a tak Cormacovi uteče.

### Parvati Patilová
Parvati Patilová je ve stejném ročníku jako Harry a má identické dvojče Padmu, která je v Havraspáru (ve filmu je také v Nebelvíru). Její nejlepší kamarádkou je Levandule Brownová, s níž má mnoho společných zájmů a stejné oblíbené předměty – obzvláště jasnovidectví. Parvati šla s Harrym na vánoční ples ve čtvrtém ročníku, ale nebyla s ním spokojená, protože Harry strávil většinu času zíráním na svou tehdejší lásku Cho Changovou. V šestém díle si ji se sestrou rodiče předčasně odvezou domů. V sedmém díle se obě zúčastní bitvy o Bradavice, při níž přijde o život její nejlepší kamarádka Levandule.
Ve filmu ji ztvárnila Afshan Azad.

### Alice Spinnetová
Alice Spinnetová je – od Harryho prvního a od svého třetího ročníku – střelkyní nebelvírského famfrpálového mužstva. Je nejčastější střelkyní penalt. Ve svém sedmém roce navštěvuje Brumbálovu armádu. Je nejlepší kamarádkou Katie Bellové a Angeline Johnsonové. V sedmém díle se objeví na konci v bitvě o Bradavice.

### Dean Thomas
Dean Thomas je černý chlapec vyšší než Ron (jak je uvedeno v knize) v Harryho ročníku. Jeho matka je mudla a jeho otec čaroděj. Ten ale utekl, když byl Dean malý, protože chtěl chránit svou rodinu před Smrtijedy (to Dean ale neví). Kvůli tomu, že svého otce neznal, měl problémy s novou vládou v sedmém díle, protože nemohl nijak dokázat, že má zděděné čarodějnické schopnosti po otci. Dean je kromě famfrpálu také fanouškem fotbalu. V pátém díle navštěvuje Brumbálovu armádu. V šestém díle chodí s Ginny a hraje střelce nebelvírského famfrpálového týmu po tom, co kvůli zranění odejde Katie Bellová. S Ginny se rozejde po hádce, kdy Ginny vadilo, že jí pomáhá procházet otvorem za podobiznou Buclaté dámy, ve skutečnosti se jí dotknul Harry, který procházel pod neviditelným pláštěm. V sedmém díle byl na útěku před novou kouzelnickou vládou kvůli svému mudlovskému původu, byl zatčen a spolu s Harrym, Ronem a Hermionou byl uvězněn v sídle Malfoyových. S nimi také utekl a v Lasturové vile (domu Billa a Fleur Weasleyových) se sblíží s Lenkou Láskorádovou. Na konci se účastní bitvy o Bradavice.

### Romilda Vaneová
Romilda Vaneová je o dva roky mladší než Harry. V šestém díle se zamiluje do Harryho, ale on její lásku neopětuje. Snaží se mu podstrčit bonboniéru s nápojem lásky, kterou ale omylem sní Ron. V 6. díle filmu ji hraje Anna Shaffer

### Oliver Wood
Oliver Wood byl před Angelinou a Harrym kapitánem nebelvírského famfrpálového mužstva, je o 4 roky starší než Harry a hrál jako brankář. Je tak trochu fanatikem – při trénincích nehleděl na špatné počasí, brzké ranní hodiny a vždy trávil dlouhé hodiny vysvětlováním taktiky. Ve čtvrtém díle na mistrovství světa ve famfrpálu Harryho potká a řekne mu, že hraje v záložním týmu Puddlemerských spojenců. Je jedním z mnoha studentů Nebelvíru, který se účastní bitvy o Bradavice v sedmém díle.
| Kapitán famfrpálového Nebelvírského týmu | Kapitán famfrpálového Nebelvírského týmu | Kapitán famfrpálového Nebelvírského týmu |
| ---------------------------------------- | ---------------------------------------- | ---------------------------------------- |
| Předchůdce: Charlie Weasley              | ?–1995 Oliver Wood                       | Nástupce: Angelina Johnsonová            |

### Ritchie Coote
Ritchie Coote byl famfrpálovým odrážečem spolu s Jimmym Peakesem, kteří nahradili Freda a George Weasleyho. V knize je popsán jako chlapec, který sice vypadá neduživě, zato měl skvěle mířenou ránu. Cormac McLaggen při jednom ze zápasů poučoval Ritchieho, jak má odrážet, Harry to viděl a rozzlobeně na něj řval, ať se stará o branky. Cormac ale sebral Ritchiemu odrážeckou hůl a poslal na Harryho potlouk, který Harryho srazil k zemi a on se ocitl na ošetřovně vedle Rona, který tam ležel po otravě medovinou. Prohráli 60:320 s Mrzimorem.

### Další studenti Nebelvíru
- Dennis Creevey – o 2 roky mladší bratr Colina, při zařazování – Harryho čtvrtý ročník – spadl do jezera a měl na sobě spratkový kožich Rubeuse Hagrida
- Hermiona Grangerová
- Andrew Kirke – po odchodu dvojčat Weasleyových odrážeč famfrpálového týmu
- Neville Longbottom
- Natalie McDonaldová – spolu s Nicolasem Flamelem jediná reálná postava v sérii, jde o dívku, která zemřela na leukémii dříve, než jí Rowlingová stačila odpovědět na dopis, spisovatelka ji tam potom zařadila. Je zmíněna jen při zařazování.
- Demelza Robinsová – střelkyně famfrpálového týmu, o 3 roky mladší než Harry
- Jimmy Peakes – odrážeč famfrpálového týmu v šestém díle, o 3 roky mladší než Harry
- Harry Potter
- Jack Sloper – po odchodu dvojčat Weasleyových odrážeč famfrpálového týmu
- Fred a George Weasleyovi
- Ginny Weasleyová
- Ron Weasley
- Nigel Wespurt – Harryho fanoušek, ve čtvrtém díle donesl balík Ronovi, který mu slíbil, že mu dá Harry autogram

## Mrzimor

### Hannah Abbottová
Hannah Abbotová je mrzimorskou studentkou ve stejném ročníku jako Harry. Toho se zastane ve druhém díle, když Ernie Macmillan říká, že Harry může být Zmijozelův dědic. V pátém díle navštěvuje Brumbálovu armádu. V šestém díle opustí Bradavice po tom, co je její matka zavražděna Smrtijedy. Jako dospělá si vezme Nevilla Longbottoma.

### Susan Bonesová
Susan Bonesová je mrzimorskou studentkou ve stejném ročníku jako Harry. Je zmíněná v prvním díle u zařazování a pak až jako členka Brumbálovy armády v pátém díle. Harry si ji spojí s Amelií Bonesovou, jenž pracuje na ministerstvu, protože použije termín „fyzický patron“. Susan je Ameliina neteř.
V prvním díle ji hraje Eleanor Columbus.

### Cedric Diggory
Cedric Diggory studoval v Bradavicích o dva ročníky výše než Harry. Poprvé se objeví ve třetím díle jako chytač a kapitán mrzimorského družstva. Prokáže dobrý charakter – když chytí v zápase proti Nebelvíru zlatonku a zjistí, že Harry spadl z koštěte kvůli mozkomorům, chce zápas odvolat. Bohužel to ale pravidla neumožňují.
Ve čtvrtém díle se Cedric poprvé objeví při cestě na mistrovství světa ve famfrpálu spolu se svým otcem, který se neustále vychloubá, že jeho syn jednou ve famfrpálovém zápase porazil slavného Harryho Pottera. Později je zvolen bradavickým šampionem v Turnaji tří kouzelnických škol. Draco Malfoy rozpoutá akci za podporu Cedrica jako šampiona Bradavic, protože nemá rád Harryho, Cedricovi se odznaky urážející Harryho nelíbí. Harry mu prozradí, co bude obnášet první úkol turnaje, Cedric mu pak na oplátku na popud „Moodyho“ (ve skutečnosti to byl Barty Skrk ml.) poradí, aby kouzelné vejce, které má prozradit, co se bude dít při druhém úkolu, ponořil pod vodu. Předtím ale Cedric pozve na vánoční ples Cho Changovou, k Harryho nelibosti, a začne s ní chodit. Během třetího úkolu Harry dvakrát zachrání Cedricovi život. Ten pak odmítne vzít pohár tří kouzelníků sám, a tak ho vezmou oba dohromady. Pohár je přenese na hřbitov do Malého Visánku, kde je Cedric zavražděn Petrem Pettigrewem. Krátce na to se Cedric objeví při Priori incantatem a požádá Harryho, aby donesl jeho tělo rodičům. Ten jeho přání splní.
Později odmítá ministerstvo uznat, že byl Cedric zabit Pettigrewem před Voldemortovým vzestupem. Naproti tomu Brumbál při závěrečné hostině studentům pravdu prozradí, aby věděli, jak to doopravdy bylo.
Ve 4. díle filmu ho ztvárnil Robert Pattinson.

### Justin Finch-Fletchley
Justin Finch-Fletchley je ve stejném ročníku jako Harry. Jeho rodiče jsou mudlové a než se dozvěděl o tom, že má čarodějné schopnosti, měl jít do Etonu. Ve druhém díle se na něj pokusí zaútočit had, kterého v soubojnickém klubu vyčaroval Draco Malfoy a Harry na něj promluvil hadím jazykem. Všichni věřili tomu, že ho na něj poštval Harry jako Zmijozelův dědic. Později je jedním z těch, na které zaútočil bazilišek. V pátém díle navštěvuje Brumbálovu armádu.

### Ernie Macmillan
Ernie Macmillan je ve stejném ročníku jako Harry. Ve druhém díle věří, že je Harry Zmijozelův dědic, později se v tom utvrdí, když je napaden Justin Finch-Fletchley, ale Harrymu se omluví, když je napadena Hermiona. V pátém ročníku se stane mrzimorským prefektem a navštěvuje Brumbálovu armádu. V šestém ročníku je jediným z Mrzimoru, který navštěvuje hodiny lektvarů pro OVCE. V sedmém díle je aktivním členem Brumbálovy armády a účastní se bitvy o Bradavice.

### Zachariáš Smith
Zachariáš Smith je střelec mrzimorského famfrpálového týmu. Poprvé se v knize objeví v pátém díle, kdy navštěvuje Brumbálovu armádu. V šestém díle je v prvním zápase komentátorem famfrpálu, ale protože byl jeho komentář značně protinebelvírský, Ginny Weasleyová do něj na konci zápasu narazila s tím, že zapomněla zabrzdit. Na konci sedmého dílu je zmíněno, že předbíhá mladší studenty při evakuaci Bradavic před závěrečnou bitvou.

## Havraspár

### Lenka Láskorádová
Lenka Láskorádová je havraspárskou studentkou (o rok mladší než Harry), která se přátelí s nebelvírskými studenty Nevillem Longbottomem a Ginny Weasleyovou.

### Terry Boot
Terry Boot je havraspárským studentem v Harryho ročníku. V pátém ročníku navštěvuje hodiny Brumbálovy armády. Na prvním setkání říká, že mu portrét v Brumbálově pracovně řekl, že Harry zabil v druhém ročníku baziliška Nebelvírovým mečem. V šestém díle navštěvuje kurz lektvarů na OVCE, v sedmém je tělesně trestán Carrowovými za to, že ve Velké síni mluvil o vloupání Harryho, Rona a Hermiony ke Gringottovým. Zúčastní se závěrečné bitvy o Bradavice. Jeho oblíbeným sportem je famfrpál.

### Michael Corner
Michael Corner je havraspárským studentem v Harryho ročníku. Po vánočním plese ve čtvrtém díle začal chodit s Ginny Weasleyovou. V pátém díle se stal členem Brumbálovy armády. Po rozchodu s Ginny začal chodit s Harryho bývalou Cho Changovou. V šestém díle je jedním z mála studentů, který navštěvuje kurz lektvarů pro OVCE. V sedmém díle je opět členem Brumbálovy armády a účastní se závěrečné bitvy o Bradavice.

### Marrieta Edgecombeová
Marrieta Edgecombeová je havraspárskou studentkou (asi o rok starší než Harry) a kamarádkou Cho Changové. Její matka pracuje na ministerstvu v oddělení kouzelnické přepravy. Marrieta navštěvuje Brumbálovu armádu, ale jenom proto, že tam poplašená Changová nechtěla jít sama. To se projeví, když Brumbálovu Armádu udá Umbridgeové. Kvůli tomu má pak dlouhou dobu na čele nápis PRÁSKAČ. Ve filmu to prozradí Cho, když ji Umbridgeová vyslýchá pod veritasérem.

### Anthony Goldstein
Anthony Goldstein je havraspárským studentem v Harryho ročníku. V pátém díle se stal prefektem a členem Brumbálovy armády. V sedmém díle je opět členem Brumbálovy armády a účastní se závěrečné bitvy o Bradavice.

### Cho Changová
Cho Changová je o rok starší než Harry Potter. Je popisována jako velmi pěkná tmavovlasá dívka, která je často doprovázena dalšími havraspárskými děvčaty. Je charakterizována jako velmi chytrá dívka, ale je také zoufalou přetvářkou.
Poprvé se v knihách objevuje již ve třetím díle, kdy ji Harry poznává jako chytačku havraspárské koleje. Již v této době se mu (ne)začíná líbit. Ve čtvrtém díle tento cit rapidně vzroste, ale Harry nesebere včas dostatek odvahy, aby ji pozval na vánoční ples a tak je pozvána Cedricem Diggorym, se kterým začala chodit. Cho je pak jednou z prvních, kteří Harrymu věří, že se Voldemort vrátil i přes všechny snahy ministerstva Harryho a Brumbála očernit. V pátém díle začne navštěvovat Brumbálovu armádu společně s kamarádkou Mariettou, která s ní jde skoro proti své vůli. Na poslední schůzce BA před Vánoci dá Harrymu první polibek. Harry ho později popisuje jako mokrý, neboť Cho při něm brečela. Harry a Cho spolu stráví Valentýna, ale Cho je stále smutná kvůli Cedricově smrti a navíc žárlí na Hermionu, že s ní Harry tráví moc času, k tomu se ještě přidá její zastávání Marietty, jež zradila BA tím, že ji dobrovolně prozradila Umbridgeové (ve filmu tento čin provede samotná Cho). S Harrym se tedy rozejdou. Na konci sedmého dílu se vrátí do Bradavic spolu s ostatními členy BA přes Komnatu nejvyšší potřeby a zúčastní se závěrečné bitvy o Bradavice. Chtěla také Harryho dovést do havraspárské kolejní místnosti, v čemž jí zabránila Ginny Weasleyová a poslala místo ní Lenku Láskorádovou. J. K. Rowlingová prohlásila, že si Cho vzala mudlu.
Ve filmech ji hraje Katie Leung.

### Padma Patilová
Padma Patilová je havraspárskou studentkou v Harryho ročníku, má identické dvojče Parvati v Nebelvíru. Ve čtvrtém díle jde na vánoční ples s Ronem, ale není spokojená, protože ten celou dobu pouze sleduje Hermionu, a tak nakonec skončí se studentem Krásnohůlek, ve filmu se studentem Kruvalu. V pátém díle se stane havraspárskou prefektkou a členkou Brumbálovy armády. V sedmém díle se účastní závěrečné bitvy o Bradavice.
V knize je studentkou Havraspáru, ve filmu Nebelvíru.

### Další studenti Havraspáru
- Steward Ackerley
- Marcus Belby – člen Křiklanova klubu
- Penelopa Clearwaterová – dívka Percyho Weasleyho, jedna z napadených baziliškem ve druhém díle
- Roger Davies – kapitán havraspárského famfrpálového týmu, na plese Turnaje tří kouzelníků byl s Fleur Delacourovou

## Zmijozel

### Millicent Bullstrodeová
Millicent Bullstrodeová je zmijozelskou studentkou v Harryho ročníku. Je tak trochu ženskou verzí Crabbea a Goyla. Ve druhém díle je v soubojnickém klubu Snapem přiřazená k Hermioně, ta jí vezme vlasy a použije je k přeměně pomocí mnoholičného lektvaru. Ve skutečnosti to ale byly kočičí chlupy a Hermiona kvůli tomu musela na ošetřovnu. V pátém díle, to se naposledy v knize objevila, se stala členkou vyšetřovatelského sboru Dolores Umbridgeové.

### Vincent Crabbe
Vincent Crabbe je zmijozelským studentem v Harryho ročníku, jeho otec je smrtijed. Crabbe věčně doprovází Draca Malfoye jako jeho gorila. Podle knihy je velmi hloupý a nedokáže nic dělat podle svého rozhodnutí, většinou poslouchá Dracovy rozkazy. Podle Malfoye je ale Crabbe chytřejší než Goyle, protože v prvním díle je vybrán jako jeho sekundant, když si domluvili souboj s Harrym. V šestém díle hrál v zápase proti Nebelvíru jako zmijozelský odrážeč. V sedmém díle, po „pádu“ Malfoyových, se Crabbe projevil jako dobrý kouzelník, odborník na kletbu Cruciatus a už odmítal Dracovi jen tak sloužit. V sedmém díle zemřel, když, aniž by si to uvědomil, zničil Voldemortův viteál pomocí zložáru, který se mu vymkl kontrole.

### Gregory Goyle
Gregory Goyle je zmijozelským studentem v Harryho ročníku, jeho otec je Smrtijed. Goyle věčně doprovází Draca Malfoye jako jeho gorila. Podle knihy je velmi hloupý a nedokáže nic dělat podle svého rozhodnutí, většinou poslouchá Dracovy rozkazy. V prvním díle cestou vlakem do školy ho kousne do prstu Ronova krysa Prašivka (tento čin označí v třetí knize Fred Weasley jako „její nejvýznamnější čin“). V šestém díle hrál v zápase proti Nebelvíru jako zmijozelský odrážeč. V sedmém díle, po „pádu“ Malfoyových, už Goyle odmítal Dracovi jen tak sloužit.

### Theodore Nott
Theodore Nott je zmijozelským studentem v Harryho ročníku a jediným známým členem Zmijozelu, který vidí testrály, jeho otec je Smrtijed.

### Pansy Parkinsonová
Pansy Parkinsonová je zmijozelskou studentkou v Harryho ročníku. Často je v knize zmiňována jako vůdkyně party zmijozelských děvčat. Často dělá doprovod Dracovi Malfoyovi, například s ním byla na vánočním plese ve čtvrtém díle. Také s ním nějaký čas chodila. V pátém ročníku se stala zmijozelskou prefektkou a členkou vyšetřovatelského sboru Dolores Umbridgeové. V sedmém díle vyžaduje Harryho vydání Voldemortovi před bitvou o Bradavice, za Harryho se ovšem postaví celý Nebelvír, Havraspár a Mrzimor a McGonagallová ji vyzve, aby opustila Velkou síň jako první následována ostatními zmijozelskými.

### Blaise Zabini
Blaise Zabini je zmijozelským studentem v Harryho ročníku. Je popisován jako vysoký hezký černý chlapec. Má slavnou krásnou matku, která sedmkrát ovdověla. Každý z jejích manželů zemřel za záhadných okolností a po smrti každého z nich zdědila velké množství zlata. I když byl poprvé zmíněn už při zařazování v prvním díle, znovu se objevil až v šestém díle, kdy byl jako jeden z mála pozván ke Křiklanovi během cesty do Bradavic, Křiklanových akcí se zúčastnil i nadále.
Naposledy ho můžeme spatřit v sedmém ročníku (pouze ve filmu) při bitvě o Bradavice, když společně s Dracem Malfoyem a Gregorym Goylem navštíví Komnatu Nejvyšší potřeby a chtějí triu překazit zničení viteálu. Po smrti Crabba, kterému se vymklo z ruky zlé zaklínadlo (zakletý oheň – zložár), je triem společně s Malfoyem zachráněn. Tato scéna je dosti odlišuje od původní knižní předlohy – především zúčastněnými osobami. Zložár měl vyčarovat Crabbe, který byl v komnatě spolu s Malfoyem a Goylem, Zabini tam dle knihy vůbec nebyl. Tato odlišnost byla způsobena tím, že herec, který celých 6 let ztvárňoval Crabbeho, se dalšího natáčení už neúčastnil, protože byl odsouzen za výtržnictví při nepokojích.

### Další studenti Zmijozelu
- Marcus Flint – kapitán zmijozelského famfrpálového mužstva
- Dafné Greengrassová – členka party Pansy Parkinsonové, její sestra Astoria si vezme Draca Malfoye
- Draco Malfoy
- Astoria Greengrassová sestra Dafné, manželka Draca Malfoye
- Graham Montague – střelec zmijozelského famfrpálového týmu, nahradil Flinta na místě kapitána